# Gschel
Gschel (russisch Гжель) ist ein Dorf (selo) in der Oblast Moskau in Russland mit 964 Einwohnern (2006). Es ist für seine bemalten Keramikerzeugnisse bekannt.

## Geographie
Das Dorf liegt etwa 50 Kilometer südöstlich des Zentrums der russischen Hauptstadt Moskau an der Gschelka, einem kleinen linken Nebenfluss der Moskwa.
Gschel gehört zum Rajon Ramenskoje. Dessen Verwaltungszentrum, die Stadt Ramenskoje, ist gut zehn Kilometer in südwestlicher Richtung entfernt.
Nach mehreren Veränderungen im Rahmen der Reform der örtlichen Selbstverwaltung zwischen 2002 und 2007 gehört das Dorf Gschel mit 13 weiteren, zumeist nahtlos ineinander übergehenden Ortschaften zur Landgemeinde Gschelskoje selskoje posselenije mit insgesamt 10.421 Einwohnern (Stand 14. Oktober 2010). Dazu zählen auch die nahe gleichnamige Siedlung Gschel bei der Eisenbahnstation mit 345 Einwohnern, die Siedlung der Gscheler Ziegelei (Possjolok Gschelskowo kirpitschnowo sawoda) mit 1880 Einwohnern und als größter Ortsteil das wenige Kilometer östlich gelegene Retschizy mit 3465 Einwohnern, wo sich auch die Verwaltung befindet (alle Angaben 2006).
Nach Gschel ist das Gzhelium (gemäß der englischen Transkription) benannt, eine chronostratigraphische Stufe des Karbon. Die um 300 Millionen Jahre alten Gesteinsschichten treten in der Umgebung des Ortes zutage und wurden hier bereits im 19. Jahrhundert detailliert paläontologisch untersucht.

## Geschichte

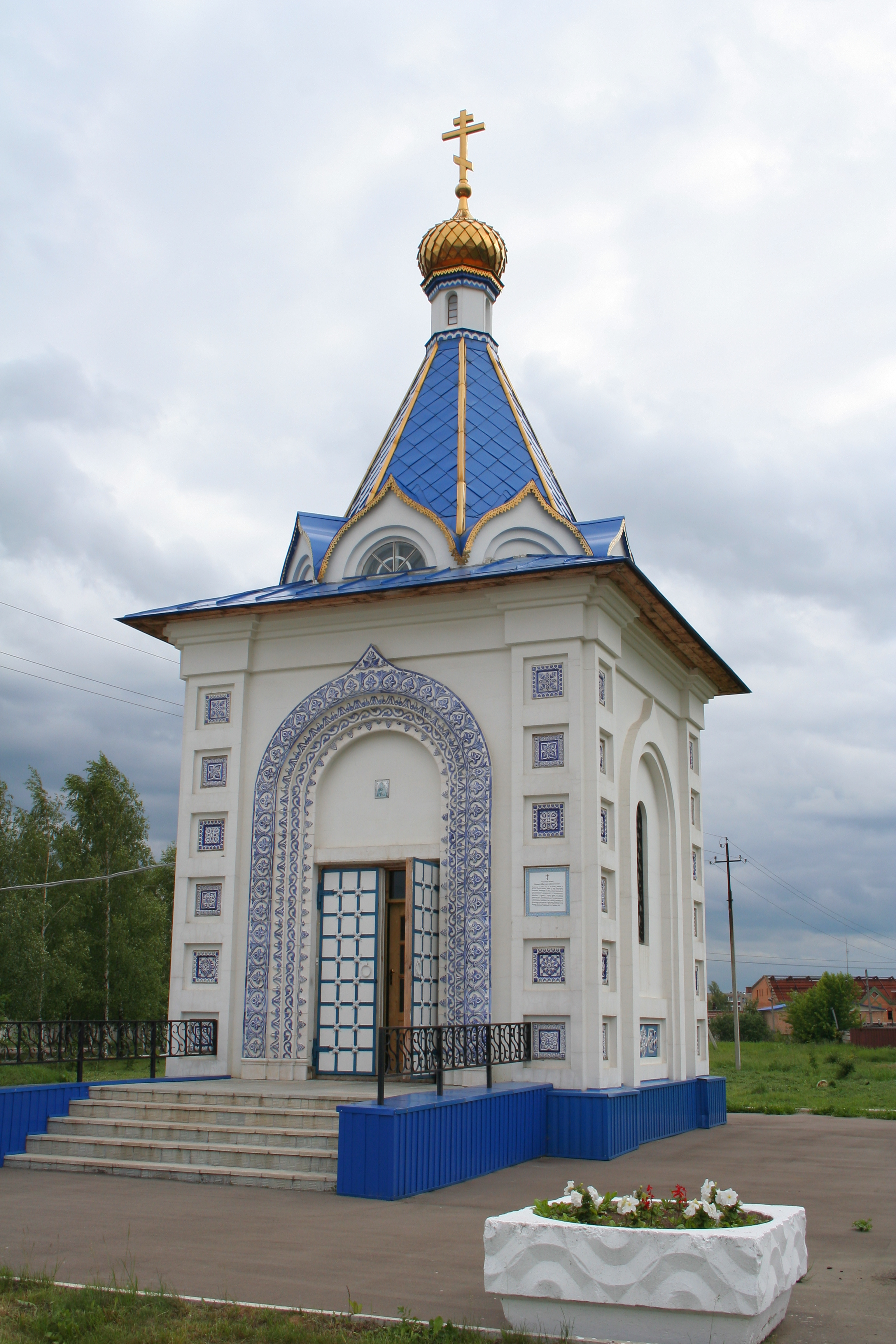
Ortskapelle von Gschel mit Ornamenten im Stil der örtlichen Keramikkunst

Gschel wurde erstmals 1328 im Testament des Moskauer Fürsten Iwan Kalita erwähnt, in dem er das umliegende Gebiet seinem Sohn Iwan Iwanowitsch vererbte. Später wurde Gschel in geistlichen Urkunden anderer Fürsten und im Testament von Iwan dem Schrecklichen aus den Jahren 1572 bis 1578 erwähnt. Danach gehörte das Dorf den Moskauer Großfürsten wie Dmitri Donskoi und Wassili I. bis hin zu Iwan IV., was in verschiedenen Schreibweisen in den entsprechenden Urkunden festgehalten ist. Da die Einnahmen aus der Region Gschel besonders hoch waren, wurde dieses Gebiet in den Geschlechtern großer Moskauer Fürsten und Zaren weitervererbt und sicherte diesen beträchtliche Einkommen.
Frühzeitig war Gschel für seine Vorkommen heller Tone bekannt, deren Abbau in großem Umfang in der Mitte des 17. Jahrhunderts begann. 1663 gab Zar Alexei Michailowitsch einen Ukas heraus, aus Gschel „für die Herstellung von Apotheker- und Alchimistengeschirr geeigneten Ton zu senden“.
Bis zur Mitte des 18. Jahrhunderts wurden vorwiegend einfaches Steingutgeschirr, Ziegel, Ofenkacheln und einfache Spielzeugfiguren hauptsächlich für den Bedarf des nahen Moskau hergestellt. In dieser Zeit äußerte sich der russische Universalgelehrte Michail Lomonossow wohlwollend, „nirgends auf der Welt“ habe er – „außer vielleicht für die Porzellanherstellung verwendeten“ – reineren und weißeren Ton gesehen als „unseren Gscheler“.
Ab etwa 1800 ging man nach dem Fund neuer, geeigneter Tonvorkommen bei den Dörfern Minino und Wolodino zur Herstellung von Fayencen und Porzellan über. 1812 gab es in den umliegenden etwa zwei Dutzend Dörfern, die „Gscheler Busch“ (Gschelski Kust) genannt wurden und zu den Ujesden Bogorodsk und Bronnizy gehörten, 25 Fabriken, darunter als bekannteste die von Jermil Iwanow und den Laptews in Kusjajewo sowie die erste Porzellanfabrik der Brüder Kulikow. Das Geschirr und die Figuren in Form von Tieren und Gestalten aus dem russischen Alltag wurden zunächst in lila, gelber, blauer und brauner Farbe mit Pflanzenmotiven in einem charakteristischen, volkstümlichen Stil bemalt.
Ab der zweiten Hälfte der 1820er Jahre wurde nur noch dunkelblaue Farbe verwendet. Das zweite Viertel des 19. Jahrhunderts markiert den Höhepunkt der Gscheler Keramikkunst in allen Ausprägungen; in dieser Zeit stammte etwa die Hälfte der Keramikproduktion Russlands aus Gschel. Danach kam es zu einem Niedergang, und gegen Ende des Jahrhunderts war die gesamte Produktion in den Händen der Unternehmerfamilie Kusnezow. Nach der Oktoberrevolution 1917 wurden die Kusnezow-Fabriken verstaatlicht, aber erst ab Mitte des 20. Jahrhunderts die Produktion in großem Umfang wiederbelebt.

## Kultur und Sehenswürdigkeiten
Im Dorf Gschel steht die Mariä-Entschlafens-Kirche (церковь Успения Пресвятой Богородицы/zerkow Uspenija Preswjatoi Bogorodizy), die 1859 an Stelle einer älteren Steinkirche von 1701 und einer Holzkirche aus dem 17. Jahrhundert errichtet wurde.
Die Besichtigung von Produktionsstätten der Gscheler Keramik mit zugehörigen Werksmuseen ist möglich.

## Wirtschaft und Infrastruktur

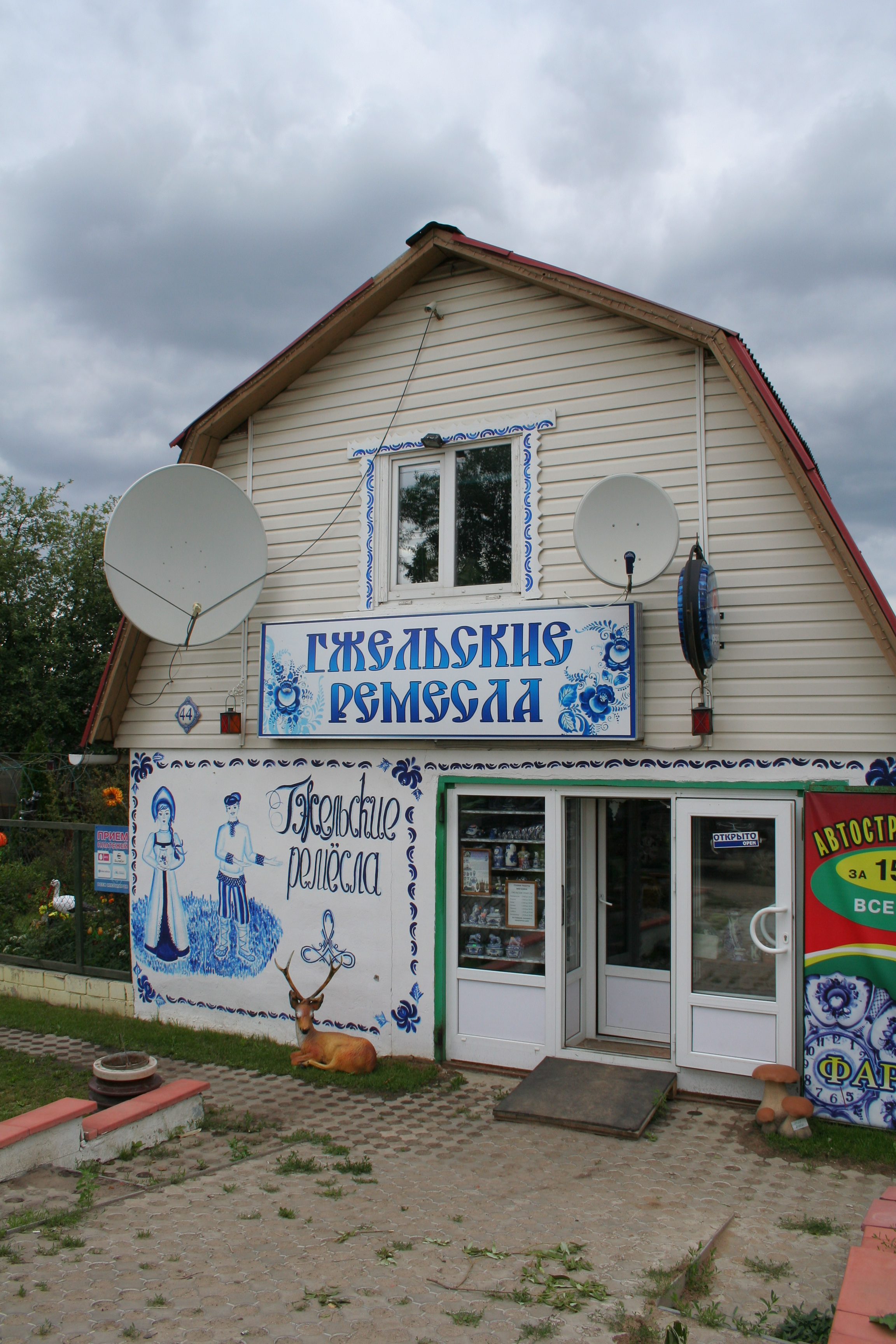
Ein Keramikladen in Gschel

Wichtigster Wirtschaftszweig ist auch heute die Herstellung von Gscheler Keramik. Größte Hersteller sind Sin Rossii („Blau Russlands“) in Troschkowo unmittelbar östlich des Dorfes Gschel und Objedinenije Gschel („Vereinigung Gschel“) mit Fabrik beim acht Kilometer östlich gelegenen Dorf Turygino. Daneben gibt es Betriebe der Baustoff- und Bau- sowie der Landwirtschaft.
Gschel liegt an der auf diesem Abschnitt 1899 eröffneten Eisenbahnstrecke Moskau–Murom-Kasan–Jekaterinburg. An der zweigleisigen, elektrifizierten Strecke befinden sich hier der gleichnamige Bahnhof Gschel bei Streckenkilometer 57 (ab Moskauer Kasaner Bahnhof) und der Haltepunkt 55 km, zu denen Vorortzugverbindung von Moskau besteht (Richtung Kurowskoje–Schatura).
Durch das Dorf führt die Regionalstraße R105 (Moskau–)Ljuberzy–Jegorjewsk–Kassimow, die wenig westlich des Ortes vom Moskauer Kleinen Ring (A107) gekreuzt wird.